# Abdullah Thenni

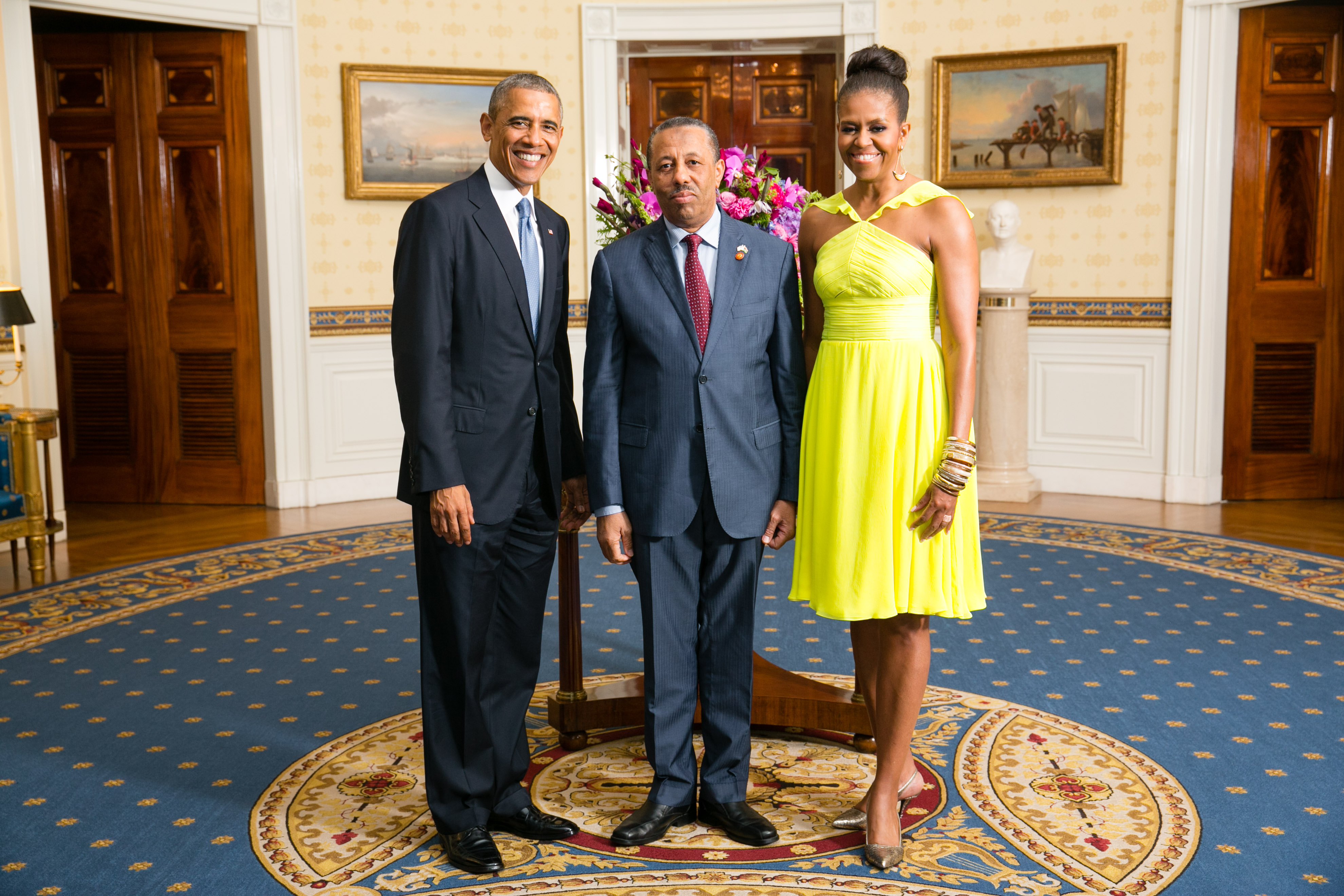
Thenni (Mitte) mit Barack und Michelle Obama (2014)

Abdullah Thenni oder el-Thenni (arabisch عبد الله الثني, DMG ʿAbd Allāh aṯ-Ṯanī; * 7. Januar 1954 im Königreich Libyen) ist ein libyscher Politiker, der ab dem 11. März 2014 bis März 2016 als Ministerpräsident des Landes fungierte. Er folgte auf Ali Seidan, der aufgrund der Kritik und des wachsenden Einflusses der Muslimbrüder vom Parlament, dem Allgemeinen Nationalkongress, per Misstrauensvotum wegen seines Scheiterns gegen die Aktionen der Autonomiebewegung der Kyrenaika gestürzt wurde.

## Wirken
Thenni wurde an der Königlich-Libyschen Militärakademie ausgebildet, welche heute die Militärische Universitätsakademie von Bengasi ist. In der Regierung von Ali Seidan war er parteipolitisch unabhängiger Verteidigungsminister.
Am 13. April 2014 erklärte Thenni seinen Rücktritt als Übergangsministerpräsident unter Übergangspräsident Nuri Busahmein, weil er und seine Familie am Tag zuvor Opfer eines „verräterischen bewaffneten Angriffs“ von Milizen geworden seien. Am 29. August erklärte er den Rücktritt seines Kabinetts – wenige Tage, nachdem die Allianz Fadschr Libia im Zuge des zweiten Bürgerkriegs ab 2014 in der Hauptstadt Tripolis eine Gegenregierung ausgerufen hatte. Das neue Parlament in Tobruk, der Abgeordnetenrat, forderte Thenni jedoch auf, die Regierungsverantwortung zu übernehmen und ein neues Kabinett zu bilden. Dieses wurde im September mit 110 von 112 Stimmen angenommen. Im Mai 2015 überstand Thenni ein Attentat unverletzt.
Im März 2016 rief der Sicherheitsrat der Vereinten Nationen die Mitgliedsstaaten der Vereinten Nationen auf, die Beziehungen zu Thenni wie zur Regierung Chalifa al-Ghweils abzubrechen.